# NGC 3740
NGC 3740 ist eine Spiralgalaxie vom Hubble-Typ S im Sternbild Großer Bär am Nordsternhimmel. Sie ist schätzungsweise 151 Millionen Lichtjahre von der Milchstraße entfernt und hat einen Durchmesser von etwa 40.000 Lichtjahren. 

Im selben Himmelsareal befindet sich u. a. die Galaxie NGC 3770.
Das Objekt wurde am 19. März 1790 vom deutsch-britischen Astronomen Wilhelm Herschel entdeckt.